# Jules Röthlisberger
Jules Röthlisberger (Neuchâtel, 17 febbraio 1851 – Neuchâtel, 25 agosto 1911) è stato un ingegnere svizzero.

## Biografia

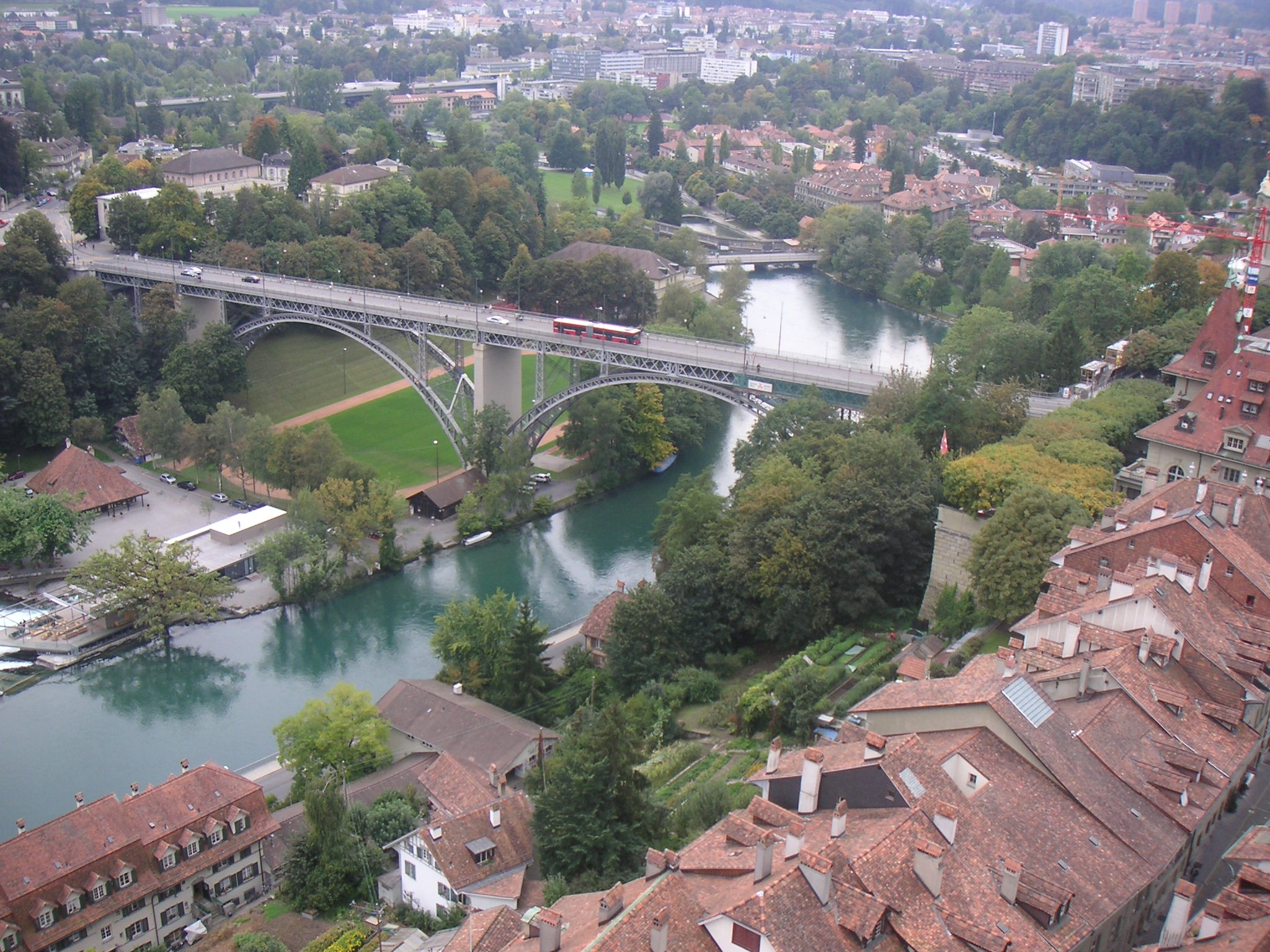
Il ponte di Kirchenfeld sull'Aar a Berna

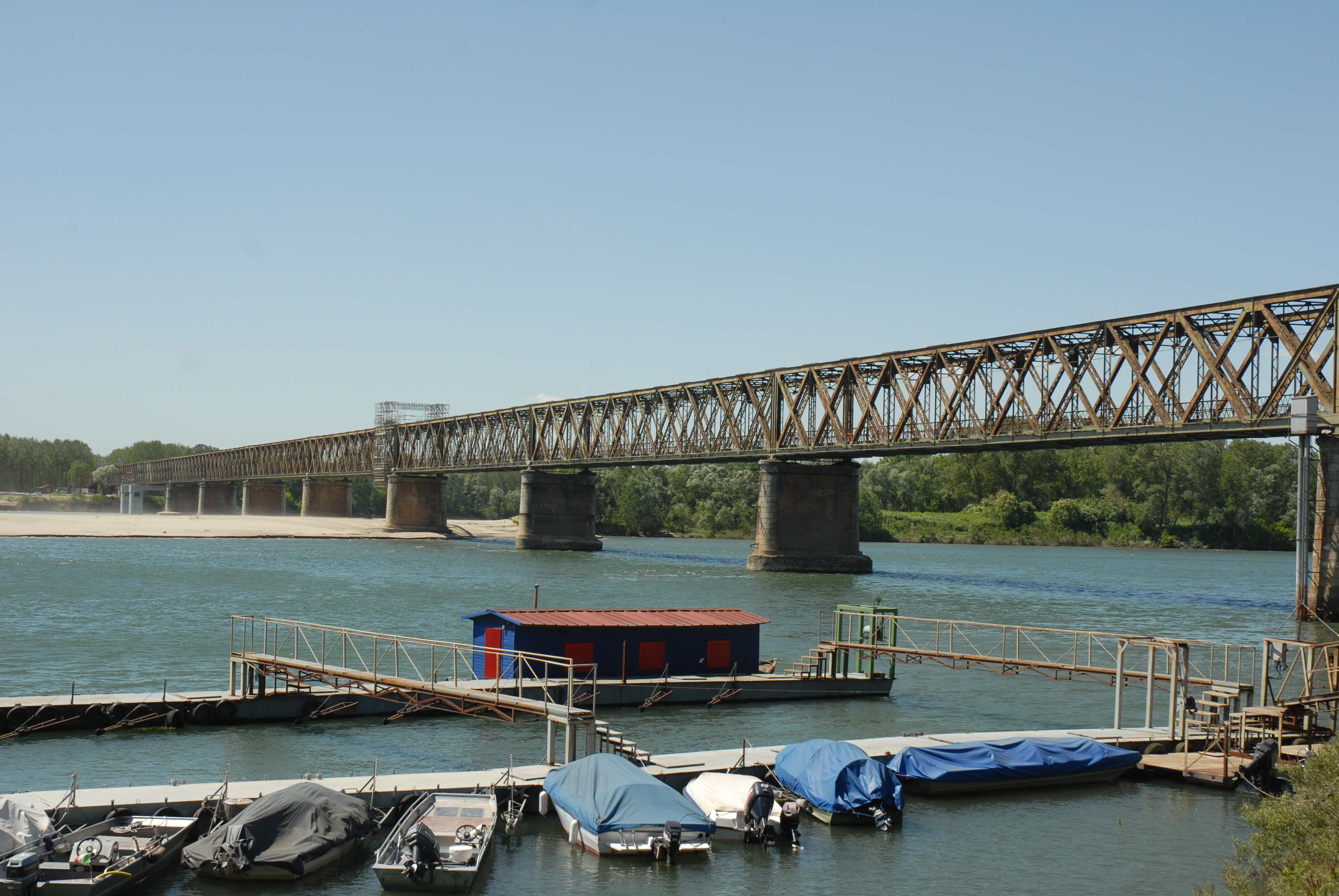
Il Ponte della Becca, alla confluenza del Ticino nel Po, collega l'Oltrepò Pavese a Pavia

Figlio del lattoniere Frédéric e di Marie Elise Loup, è stato progettista di strutture in acciaio. È noto in Italia per aver progettato il ponte San Michele. 
Compì gli studi di ingegneria all'Eidgenössische Technische Hochschule Zürich (Politecnico federale di Zurigo) tra il 1868 ed il 1872.
Nella sua attività di ingegnere collaborò in Svizzera con importanti società di progettazione e costruzione tra cui la Gottlieb Ott & Cie. di Berna per la quale progettò il ponte di Kirchenfeld (in tedesco Kirchenfeldbrücke) che attraversa il fiume Aar e collega la collina di Kirchenfeld con il centro della città. Il ponte inaugurato il 24 settembre 1883 è lungo 229 m ed è composto da due campate ad arco in acciaio con una luce di 87 m ciascuna; l'altezza sul fiume è di 37 m.
Nel 1883 fondò uno studio di ingegneria a Milano e nel 1885 divenne ingegnere capo alla Società Nazionale Officine di Savigliano a Torino.

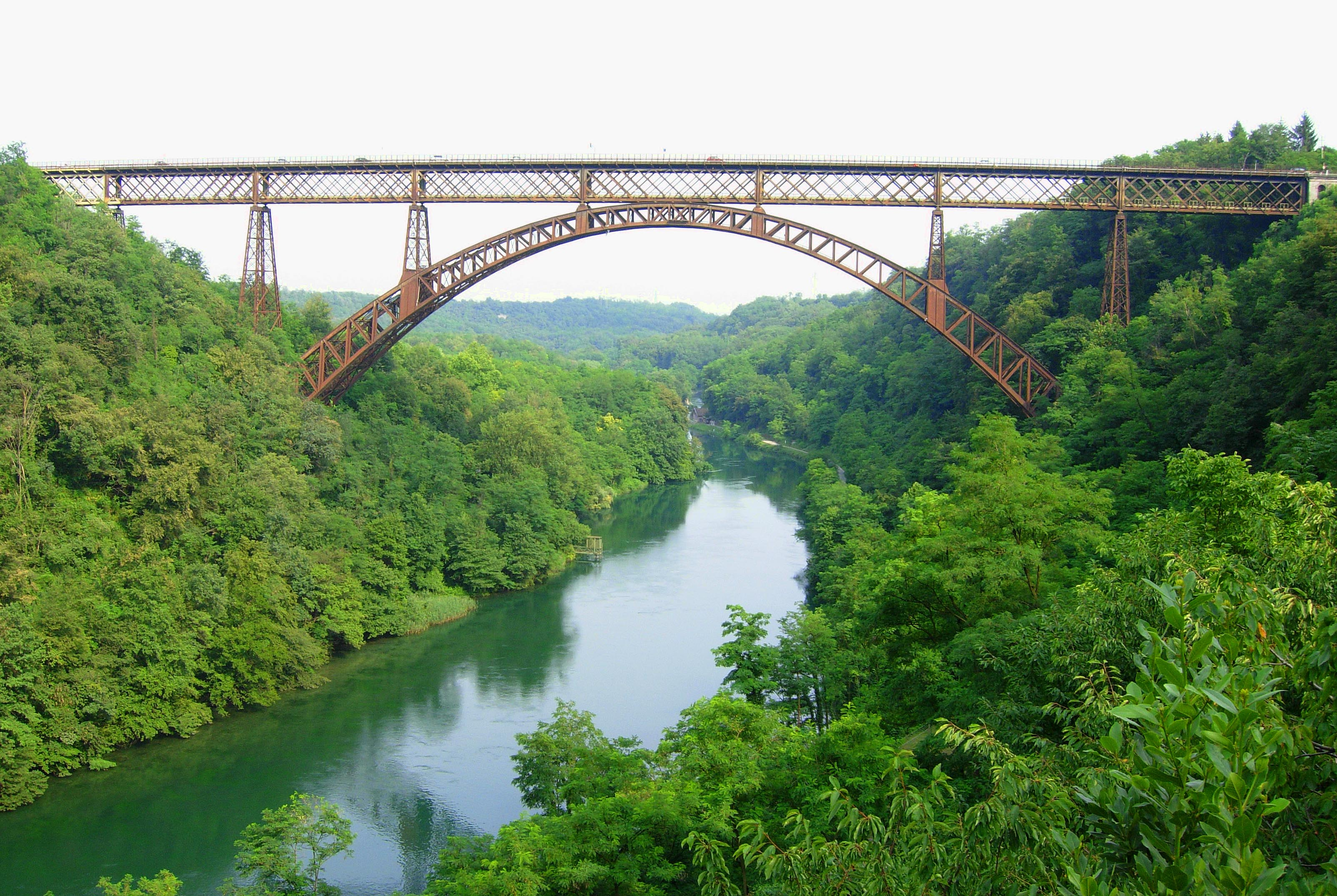
Il ponte San Michele sull'Adda tra Calusco e Paderno

In Italia progettò per la Savigliano numerosi ponti in acciaio, in particolare il ponte San Michele sull'Adda, costruito tra il 1887 ed il 1889, che unisce la sponda bergamasca con quella brianzola tra Calusco e Paderno. Il ponte San Michele, lungo 266 m è realizzato interamente in acciaio e presenta un arco reticolare di 150 metri di corda, che sostiene quattro dei sette piloni su cui poggia l'impalcato a due livelli di percorribilità, quello inferiore ferroviario e il secondo (6,3 metri più in alto) stradale. La sede stradale è larga cinque metri ed è attualmente singola corsia con senso unico alternato. Progettò anche il Ponte della Becca, in  Provincia di Pavia sulla confluenza del  Ticino nel Po. Il ponte, che unisce l'Oltrepò Pavese a Pavia, venne inaugurato nel 1912. Per la stessa società progettò ponti in Ungheria e Romania.
È stato consulente e perito per le Ferrovie elvetiche.